# Макмиллан, Майлз
Майлз Томас Макмиллан (англ. Miles Thomas McMillan, род. 27 июня 1989) — американский манекенщик, художник и актёр.

## Карьера
Майлз Макмиллан родился в городке Ла-Холья, Калифорния. После окончания школы переехал в Нью-Йорк изучать искусство в Нью-Йоркском университете. На последнем курсе учебы Макмиллан подписал контракт с модельным агентством DNA.
Макмиллан становился участником многочисленных показов модных брендов, включая Alexander McQueen, Dior Homme, Rick Owens, Lanvin, John Varvatos, Richard Chai, Anna Sui, Jeremy Scott, Yohji Yamamoto, Paul Smith, Y-3, Kenneth Cole, Etro, Diesel и Costume National.
Макмиллан снимался для рекламных кампаний H&M, Tommy Hilfiger, Just Cavalli, French Connection, работал с известными фотографами, включая Стивена Майзела, Патрика Демаршелье, Марио Тестино и др.
С 2011 года непрерывно входит в рейтинг топ-50 моделей-мужчин по версии сайта Models.com.
В сентябре 2016 года Макмиллан был награжден титулом «Модель года среди мужчин» по версии журнала Daily Front Row.

## Личная жизнь
В 2013 году Макмиллан начал встречаться с актёром Закари Куинто. В начале 2015 года пара переехала в совместно купленное жилье в Сохо, Манхэттен. В феврале 2019 года Куинто и Макмиллан объявили о расставании.